# Шляйфе
Шляйфе (нім. Schleife) — громада в Німеччині, розташована в землі Саксонія. Входить до складу району Герліц. Центр об'єднання громад Шляйфе.
Площа — 41,87 км2. Населення становить 2400 ос. (станом на 31 грудня 2020).

## Відомі жителі та уродженці
Кіто Лоренц (1938 — 2017) — лужицький письменник, есеїст, перекладач, казкар і байкар. Член Саксонської академії мистецтв. 

## Галерея

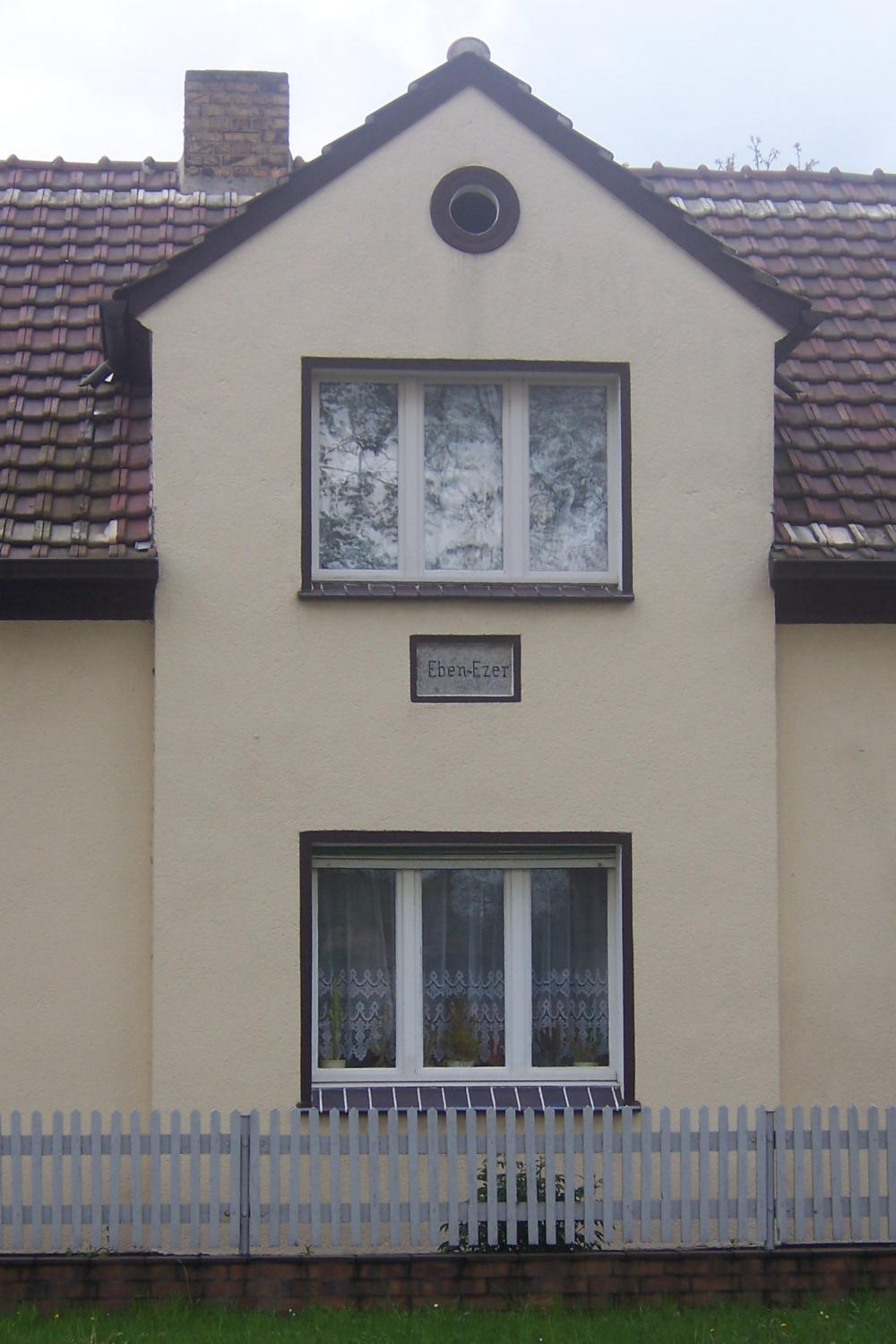
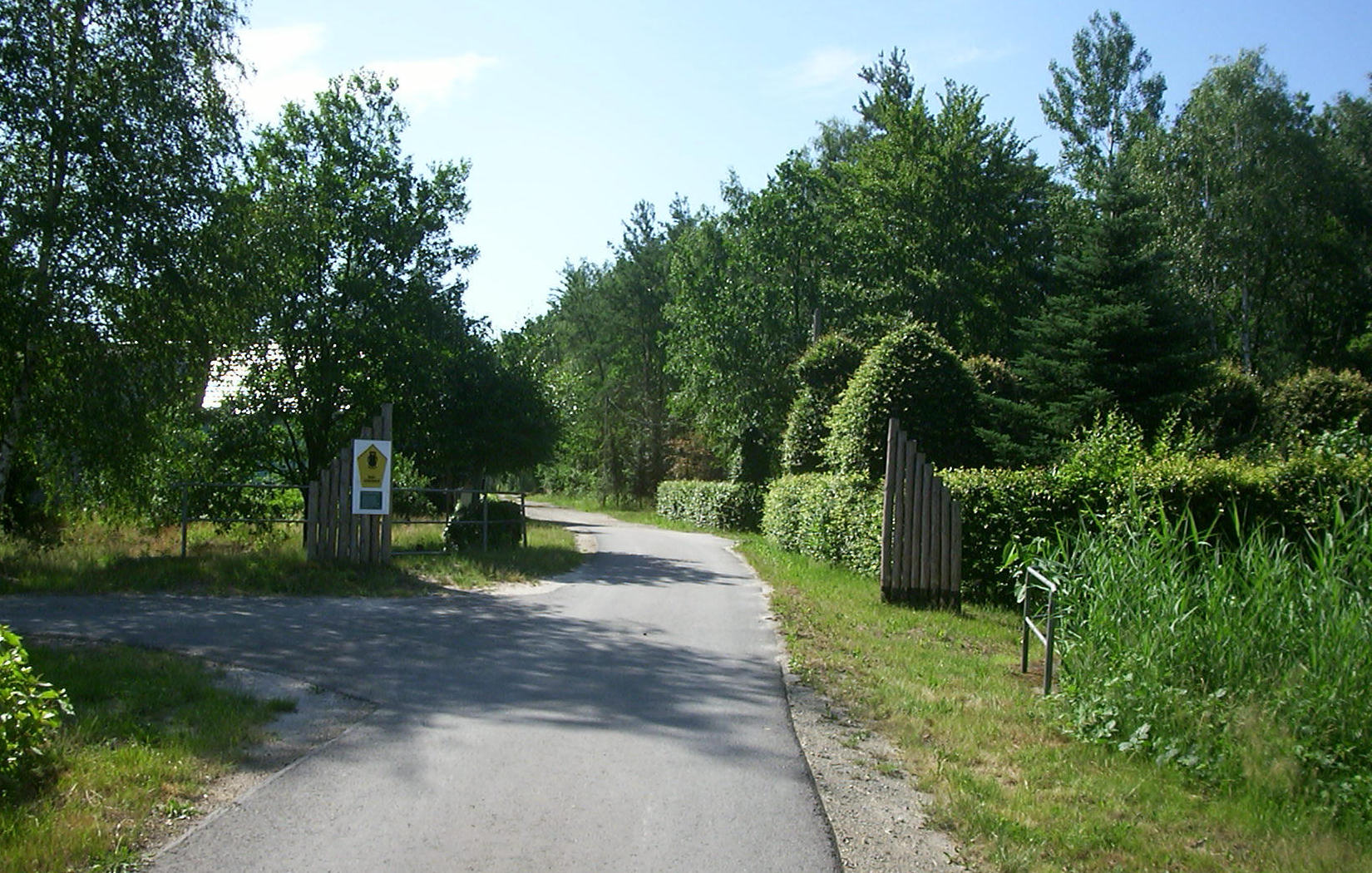